# 572 Batalion Kozacki

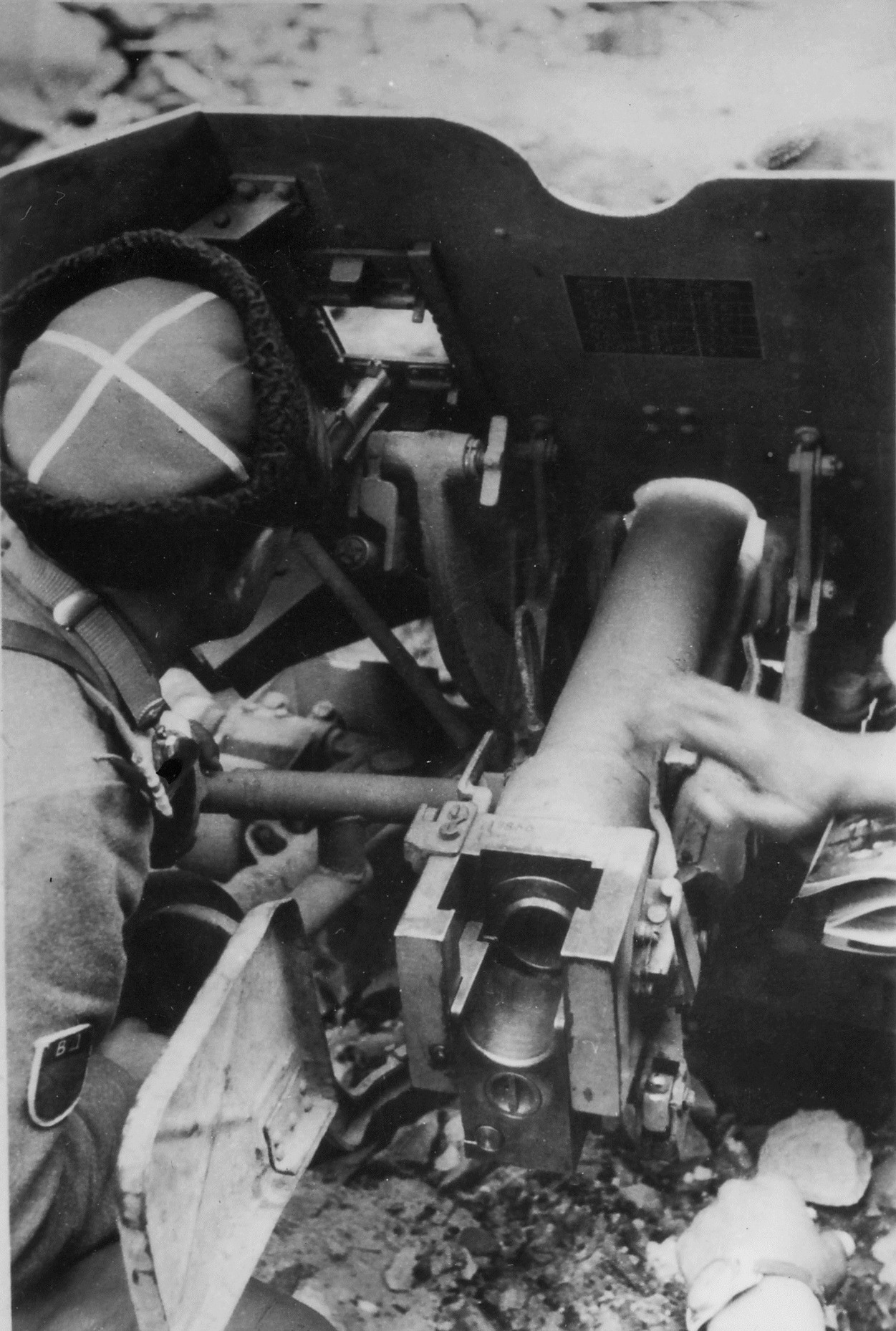
Kozak Doński podczas Powstania Warszawskiego. Naszywka na mundurze ma litery "ВД" ("Войско Донское")

572 Batalion Kozacki (niem. Kosaken-Bataillon 572, ros. 572-й казачий батальон) – oddział wojskowy Wehrmachtu złożony z Kozaków dońskich podczas II wojny światowej
W sierpniu 1942 r. w obozie zbiorczym dla Kozaków w Szepietowce na Ukrainie został sformowany 6 Mieszany Pułk Kozacki. Składał się z dwóch dywizjonów kawalerii Kozaków dońskich. Na ich czele stanął płk Zinowiew. Od października tego roku pułk działał w rejonie Dorohobuża. W listopadzie I i II bataliony pułku przekształcono w 622 Batalion Kozacki i 623 Batalion Kozacki, podporządkowując je 703 Pułkowi Wojsk Wschodnich Specjalnego Przeznaczenia. Wiosną 1943 r. na Ukrainie został odtworzony 6 Mieszany Pułk Kozacki. 9 listopada tego roku przemianowano go na 572 Batalion Kozacki. W I połowie 1944 r. działał na tyłach Grupy Armii "Centrum". Następnie przeniesiono go na ziemie polskie. W sierpniu i wrześniu w liczbie ok. 260 żołnierzy brał udział w pacyfikacji powstania warszawskiego, walcząc na Starym Mieście i Czerniakowie, a następnie Żoliborzu. Na przełomie 1944/1945 r. został przeniesiony do Chorwacji, wchodząc w skład nowo formowanego XV Kozackiego Korpusu Kawalerii SS.